# Mglin
Mglin (russisch Мглин; ukrainisch Мглин Mglyn) ist eine Kleinstadt in der Oblast Brjansk (Russland) mit 7916 Einwohnern (Stand 14. Oktober 2010).

## Geografie
Die Stadt liegt im Ostteil der Dneprniederung etwa 170 km westlich der Oblasthauptstadt Brjansk am Flüsschen Sudynka im Flusssystem des Dnepr.
Mglin ist Verwaltungszentrum des gleichnamigen Rajons.

## Geschichte
Eine vermutlich seit dem 12. Jahrhundert an Stelle der heutigen Stadt bestehende Ansiedlung wurde erstmals 1389 urkundlich erwähnt, als sie an das Großfürstentum Litauen fiel.
1502 eroberten russische Truppen Mglin, das Grenzstadt wurde. Ab der Zeit der Wirren am Anfang des 17. Jahrhunderts fiel die Stadt erneut in polnisch-litauische Hand, bis sie mit Beginn des Russisch-Polnischen Krieges 1654–1667 endgültig zu Russland kam.
1708 wurde Mglin im Großen Nordischen Krieg von schwedischen Truppen auf ihrem Weg nach Poltawa belagert.
Das Stadtrecht als Verwaltungszentrum eines Kreises (Ujesds) wurde 1781 verliehen. Mglin blieb immer eine relativ unbedeutende Verwaltungs- und Handelskleinstadt.
Im Zweiten Weltkrieg wurde Mglin am 16. August 1941 von der deutschen Wehrmacht besetzt und am 22. September 1943 von Truppen der Brjansker Front der Roten Armee zurückerobert.

### Bevölkerungsentwicklung
| Jahr | Einwohner |
| ---- | --------- |
| 1897 | 7640      |
| 1926 | 6500      |
| 1939 | 7290      |
| 1959 | 6083      |
| 1970 | 6100      |
| 1979 | 6475      |
| 1989 | 7704      |
| 2002 | 8261      |
| 2010 | 7916      |

Anmerkung: Volkszählungsdaten (1926 gerundet)

## Kultur und Sehenswürdigkeiten
In der Stadt stehen die Mariä-Himmelfahrts-Kathedrale (Успенский собор/Uspenski sobor) von 1815 bis 1830, Barbara-Kirche (церковь Варвары/zerkow Warwary) von 1874 und die Nikolai-Kirche (Никольская церковь/Nikolskaja zerkow) von 1863.

## Wirtschaft und Infrastruktur
In Mglin gibt es Betriebe der Lebensmittel- und Textilindustrie sowie der Baumaterialien- und Holzwirtschaft.
Straßenverbindungen führen in die jeweils 30 bis 40 Kilometer entfernten Städte Potschep, Unetscha (beide an der Fernstraße M13) und Surasch.

## Söhne und Töchter der Stadt
- Petro Kossatsch (1842–1909), Staatsrat, Anwalt, Pädagoge, Philanthrop und Vater von Lessja Ukrajinka
- Olena Kossatsch (1845–1927), Aktivistin, Schriftstellerin und Tante von Lessja Ukrajinka